# Фэн Нин
Фэн Нин (кит. 宁峰, англ. Ning Feng; род. 1981, Чэнду) — китайский скрипач.
Учился в Сычуаньской консерватории (педагог Вэйминь Ху). В 1995 г. занимался в мастер-классе Руджеро Риччи в Лондоне, затем на протяжении ряда лет учился в Королевской академии музыки у Ху Куня и в Берлинской Высшей школе музыки имени Эйслера у Антье Вайтхаас. Начиная с 1997 г. стал лауреатом ряда международных конкурсов, увенчав конкурсную карьеру первой премией Международного конкурса скрипачей имени Паганини (2006); на XII Международном конкурсе имени Чайковского (2002) получил специальный приз за исполнение пьесы Альфреда Шнитке.